# 베를리너 모르겐포스트

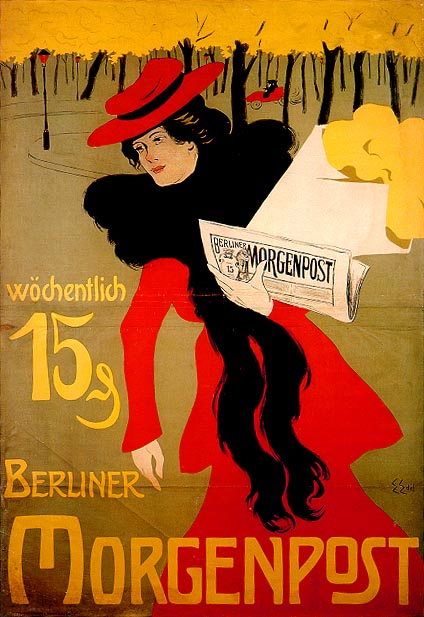

베를리너 모르겐포스트(Berliner Morgenpost)는 독일 베를린에서 발행되는 일간신문으로, 베를린에서 두 번째로 많이 읽히는 언론이다. 1898년 레오폴트 울스타인(Leopold Ullstein)에 의해 창건되어 1959년 출판 업체인 악셀 슈프링어의 소유가 되었다. 2009년 한 해에 145,556개의 발행물이 배포되었고 약 322,000명의 독자를 거느린 것으로 나타났다.

## 같이 보기
- 디 벨트